# ワシントン・エグザミナー
『ワシントン・エグザミナー』(Washington Examiner)は、アメリカ合衆国・ワシントンD.C.に本拠を置く保守系のニュースメディアである。週刊誌の発刊とニュースサイトの運営を行っている。フィリップ・アンシュッツのクラリティ・メディア・グループの子会社のメディアDCが保有する。
2005年から2013年6月まではタブロイド判の日刊紙を発刊し、ワシントンD.C.都市圏に配布していた。当時は地域のニュースや政治評論が中心だった。この新聞は2014年6月14日に廃刊され、Webサイトと週刊誌に移行し、アメリカ全体の国政に関する内容に特化するようになった。

## 歴史

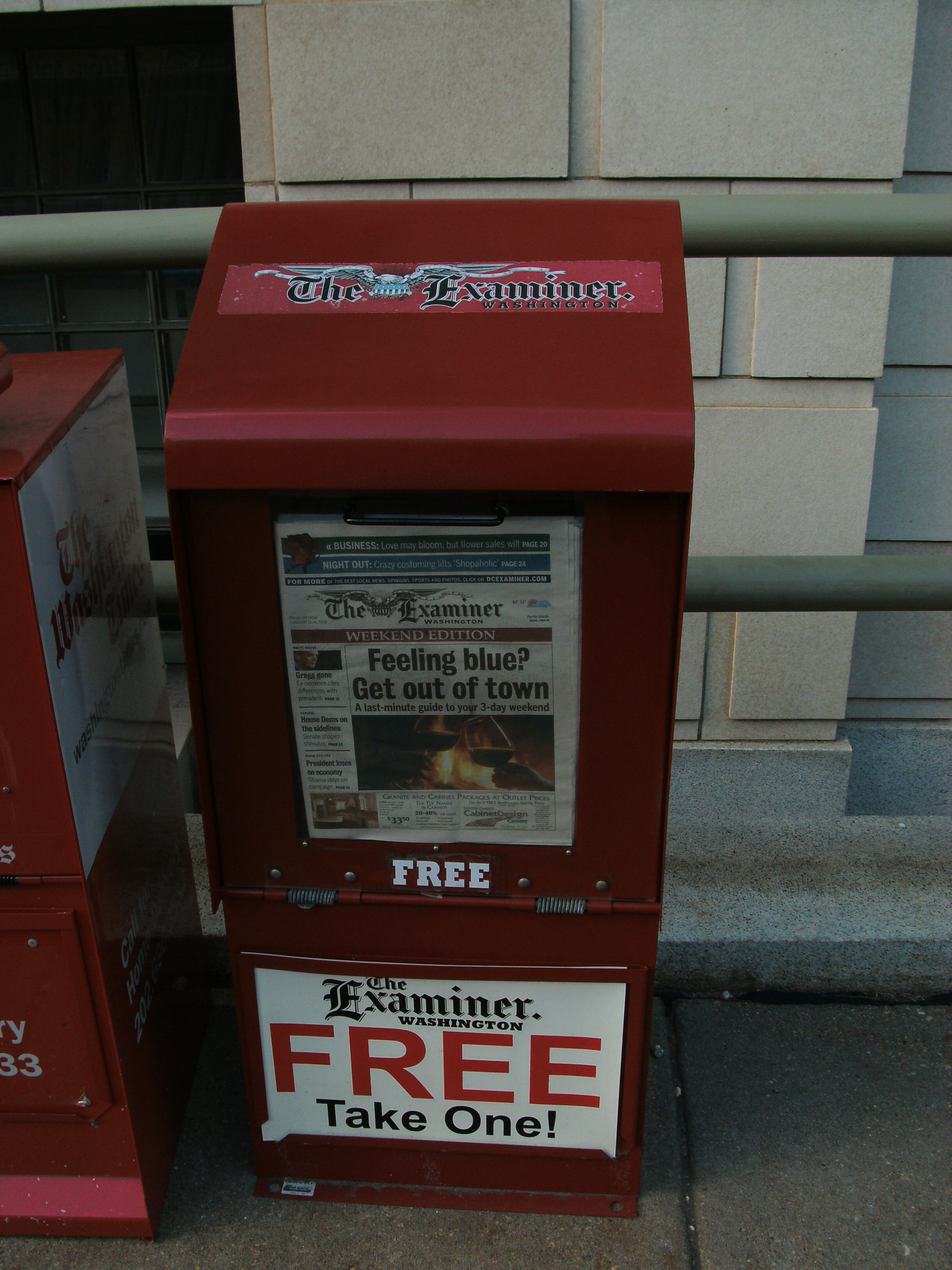
日刊無料紙だった時代の『ワシントン・エグザミナー』の配布スタンド

エグザミナーの前身は、ジャーナル新聞社(Journal Newspapers Inc.)がワシントン近郊で刊行していた小規模な日刊紙である『モンゴメリー・ジャーナル』(Montgomery Journal)、『プリンス・ジョージズ・ジャーナル』(Prince George's Journal)、『ノーザン・ヴァージニア・ジャーナル』(Northern Virginia Journal)である。2004年10月、フィリップ・アンシュッツがジャーナル新聞社を買収した。2005年2月1日、当時アンシュッツが保有していた『サンフランシスコ・エグザミナー』に合わせて紙名を『ワシントン・エグザミナー』に変更し、ロゴもサンフランシスコ・エグザミナーと同様のスタイルにした。
アンシュッツによる買収後、エグザミナーは『ワシントン・タイムズ』から多くの人材を引き抜き、ワシントンD.C.の保守界隈での影響力を増していった。Webサイト『DCist』は2013年にエグザミナーについて、「論説記事の右翼的な傾向や、センセーショナルな一面記事の見出しにもかかわらず、D.C.における最良の地方紙という評判を築いた」と書いた。また、毎週異なる指名手配中の人物について特集を掲載し、50人以上の逮捕の貢献したことが『ニューヨーク・タイムズ』で紹介されるなど、同紙の地方面の報道は注目されていた。
2013年3月、エグザミナーを発行するクラリティ・メディア社は、同年6月に新聞の発行を中止し、以降は国政に焦点を当てた報道を行うと発表した。新聞から週刊誌に移行し、それと合わせてWebサイトは随時更新した。この新しい体制は『ザ・ヒル』と比較された。
2020年1月、アラバマ州最高裁判所前裁判長のロイ・ムーアは、エグザミナーに対して4000万ドルの損害賠償訴訟を起こした。2017年、アラバマ州選出上院議員のジェフ・セッションズがトランプ政権の司法長官に就任したことに伴う補欠選挙にムーアは立候補したが、その際に同誌が、ムーアが30台のときに15歳の少女に対する性的不正行為を行ったとするフェイクニュースを繰り返し報じたとムーアは主張した。
2020年1月、速報記者のジョン・ニコシアが、同僚に性的な動画を見せたとして解雇された。ニコシアは、それが不正行為であることを否定し、その動画が「流行っており、記事のネタになるだろう」と思って見せただけだと主張した。そしてニコシアは、編集長のトビー・ハーンデンが職場で虐待的な振る舞いをしていると訴えた。CNNの取材によれば、同社の従業員は、ハーデンが「有害な職場環境」と「恐怖といじめの職場体質」を作り出したと述べた。編集主幹のヒューゴ・ガードンは、ハーンデンを退社させ、第三者を雇ってエグザミナーに対する徹底的な調査を行うと発表した。しかし、CNNは、エグザミナーの現社員と元社員の発言として、「ガードンはハーンデンの職場での振る舞いをずっと前から知っていたにもかかわらず、それに対して何もしなかった」と報じている。
2020年10月、エグザミナーはグレッグ・ウィルソンを新たな編集長に採用した。ウィルソンはかつてFOXニュースのWebサイトの編集者で、民主党補佐官セス・リッチの殺害とウィキリークスとの関連に関する陰謀論を支持する記事を掲載していた。
2020年6月、エグザミナーは、アラブ首長国連邦によるカタール、トルコ、イランに対するプロパガンダを広めるための、「ラファエル・バダーニ」(Raphael Badani)という架空の人物による論説記事を掲載した。リベラル系ニュースサイト『デイリー・ビースト』は、バダーニの写真として掲載されたのはサンディエゴのスタートアップ創業者の写真であり、ジョージ・ワシントン大学やジョージタウン大学の卒業生だとするLinkedInのプロフィールも架空のものだと報じた。

## 読者層
発行社は2013年、今後は政府、公務、アドボカシー、学界、政治の専門家4万5千人に同誌を配布すると述べた。発行社は、エグザミナーの読者は『ロール・コール』『ポリティコ』『ザ・ヒル』の読者よりも、請願書への署名、政治家との対話、政治集会への参加、政府擁護団体への加盟をする傾向が強いと主張している。発行社は、エクザミナーの読者は高収入・高学歴であり、26%が大学院の学位を取得し、年収50万ドル以上の者が多く、幹部や上級管理職に就いている者が多いと主張している。

## 著名な寄稿者
- クリステン・ソルティス・アンダーソン（英語版）
- マイケル・バロン（英語版）
- ティム・カヴァナ（英語版）
- デイビット・フレドーゾ（英語版）
- クイン・ヒリヤー（英語版）
- フィリップ・クライン（英語版）
- ジュリー・メイソン（英語版）
- ラリー・オコナー（英語版）
- タラ・パルメリ（英語版）
- ビル・サモン（英語版）
- ルディ・タカラ（英語版）
- ジョバンニ・ビセンテ（英語版）
- バイロン・ヨーク（英語版）

## 内容と編集姿勢
エグザミナーは「保守的」であると広く認識されている。アンシュッツがジャーナル新聞社を買収したとき、リベラル的な『ワシントン・ポスト』の対抗となる新聞を作ることを想定していた。ポリティコによれば、アンシュッツは論説記事に対して明確に指示を出しており、元社員は「（アンシュッツは）保守的なコラムと保守的な論説記者しか欲していない」と述べたという。
『コロンビア・ジャーナリズム・レビュー』は、「エグザミナーは保守系メディアの間では主流メディアとみなされており、ニュース報道と評論の役割を明確に区別している。保守系オンラインメディアの中でも最大級の編集室を有し、速報専門の記者や分野に特化した番記者を擁しており、編集者の階層もしっかりしている」と評している。編集主幹のヒューゴ・ガードンは、エグザミナーの報道における保守主義は、『デイリー・テレグラフ』に発想を得た記事の選択が決めてであると述べた。
エグザミナーは、2008年の大統領選挙ではジョン・マケインを、2010年のワシントンD.C.市長選挙ではエイドリアン・フェンティを支持した。2012年の大統領選挙の共和党予備選挙ではミット・ロムニーを支持し、社説でロムニーはバラク・オバマに勝てる唯一の候補者であると述べた。

### 移民対策
2019年1月、エグザミナーは、「国境の農場主『我々はここで礼拝用敷物を発見した。ありえないことだ』」という見出しの記事を掲載した。その直後、ドナルド・トランプ大統領は、メキシコとアメリカの壁の強化（いわゆる「トランプの壁」）を正当化する根拠の一つとして、この記事を取り上げた。この記事は、匿名の農場主の発言を元にしたものであるが、礼拝用マットの写真などの証拠は提示されていない。また、その農場主が、それがムスリムの礼拝用マットであることがなぜわかったかについても、記事ではほとんど説明されていない。この記事の記者は、以前に反移民組織「アメリカ移民改革連盟」(FAIR)の報道担当者として働いていた。「国境にムスリムの礼拝用マットが落ちていた」という話は、少なくとも2005年くらいからよく見られる都市伝説であり、それが実際に立証されたことはない。エグザミナーは、この記事に対する釈明も撤回も行っていない。
2019年4月、ニュースサイトの『Quartz』は、トランプ大統領の上級顧問のスティーブン・ミラーが、国境での逮捕者や亡命希望者についての情報をエグザミナーに意図的にリークしたと報じた。同サイトは、これによりエグザミナーが国土安全保障長官キルステン・ニールセンを批判する記事を書き、トランプに対するニールセンの立場を弱体化させるのが目的であるとした。ニールセンは同年4月7日に解任されたが、これは移民に対して強硬策を求めるトランプと対立したためとされている。

### 気候変動
2010年2月、エグザミナーは、気候研究ユニット・メール流出事件を例に引いて、気候変動に関する科学的コンセンサスは「不正で粗悪な根拠に基づくプロパガンダだ」と主張するマイケル・バロンの論説記事を掲載した。アリゾナ州立大学のダニエル・サレウィッツはバロンの論説を批判した。サレウィッツは、バロンら保守派の懐疑論者は「科学的確実性からの逸脱と『科学的方法』に対する高度に理想化された観念を気候変動に対する証拠としている」と述べ、映画『不都合な真実』のような保守派の議論の反対側にある「同様のナイーブで理想化された」表現と比較した。
2017年、エグザミナーの編集委員会は、トランプ大統領による気候変動に関するパリ協定からの一方的な離脱を支持することを表明した。
2019年8月31日、エグザミナーはパトリック・マイケルズとカレブ・スチュワート・ロシターによる論説記事「気候モデルの大きな失敗」を掲載した。マイケルズらはこの論説で、広く受け入れられている気候モデルは有効な科学的ツールではないと主張した。多くの科学者はエグザミナーの論説記事を誤解を招くものであると批難し、この論説記事には多くの誤りが含まれており、データをチェリー・ピッキングしていると説明した。

### ドナルド・トランプへの拒絶
2021年1月、トランプ大統領の補佐官だったキャシディ・ハッチンソンが1月6日の襲撃事件に関する下院特別委員会で証言をした翌日、エグザミナーは「トランプは再び権力の座につくには適さないことが証明された」と題する社説を掲載した。
キャシディ・ハッチンソンの火曜日の証言は、ドナルド・トランプ前大統領の政治的キャリアに死の宣告をするものだ。トランプは再び再び権力の座につくには適さない。ハッチンソンの証言は、トランプが不安定で、何かに縛られることがなく、大統領の権力を平和的に移行させるという厳粛な任務に対して完全に無頓着であるという、酷評すべき状況を確認するものだ。トランプは恥ずべき存在だ。共和党には、2024年に党を率いるのにはるかに良い選択肢がある。誰もそれ以外は考えるべきでないし、まして、再び彼を支持すべきではない。